# Collegamento ipertestuale
In informatica, un collegamento ipertestuale (in inglese hyperlink, comunemente abbreviato in link, usato anche in italiano) è un riferimento digitale, spesso testuale, che permette agli utenti di accedere a dati specifici cliccando su di esso con il mouse o toccandolo su un touchscreen. Può puntare a un intero documento o a una parte specifica di esso. Un testo che contiene questi collegamenti è denominato ipertesto, e il testo collegato è chiamato testo di ancoraggio. Per estensione sono considerati collegamenti ipertestuali anche quelli che hanno ad oggetto immagini e come destinazione contenuti multimediali (immagini, audio, video ecc.). Seguire i collegamenti ipertestuali è usualmente detto navigare.

## Storia
La storia del collegamento ipertestuale è strettamente legata alla nascita del World Wide Web. Il concetto è infatti stato introdotto nel 1989 da Tim Berners-Lee e Robert Cailliau, due informatici che lavoravano al CERN: l’idea era di creare un sistema per condividere facilmente i dati tra i fisici di tutto il mondo. Questo sistema doveva permettere di collegare tra loro diversi documenti, facilitando la navigazione tra le informazioni correlate. Berners-Lee e Cailliau hanno così sviluppato il concetto di ipertesto, ossia un testo che contiene collegamenti ad altri testi. Il web è quindi sostanzialmente un insieme di ipertesti collegati tra loro attraverso i link.
Nel 1987 il database HyperCard, sviluppato per Apple Macintosh, permetteva di creare collegamenti ipertestuali tra pagine di un documento e verso altre applicazioni sullo stesso computer. Nel 1990 in Microsoft Windows 3.0 la guida in linea utilizzava ampiamente i collegamenti ipertestuali per collegare pagine di un file di aiuto e includeva collegamenti che mostravano messaggi popup per definizioni di termini.

## Tipologia
Esistono diversi tipi di collegamenti ipertestuali:
- I link in linea mostrano contenuti remoti senza incorporarli direttamente, possono mostrare versioni ridotte o modificate del contenuto, come miniature o anteprime, e il contenuto completo è disponibile su richiesta;
- I link di ancoraggio rimandano a una parte specifica di un documento, come un testo o un’immagine oppure un segnalibro, ecc. Questi cosiddetti frammenti sono contrassegnati da "ancore";
- I link estesi portano a più destinazioni contemporaneamente[non chiaro].

## Usi

### HTML
L'informatico britannico Tim Berners-Lee ha utilizzato i collegamenti ipertestuali per collegare informazioni su Internet, creando il World Wide Web. Le pagine web sono scritte nel linguaggio HTML. Un esempio di collegamento ipertestuale in HTML è il seguente:
```
<
a
 
href
=
"https://www.w3.org/"
>
W3C organization website
</
a
>

```

Questo codice include un tag di apertura ''<a>'' (per ''anchor'', ancora), un riferimento all’[[URL]] ''href'', il testo visibile del link, e un tag di chiusura ''</a>''. I link sono solitamente sottolineati e colorati, e possono avere attributi aggiuntivi.

### Collegamenti profondi (deep linking)
Il deep linking (collegamento "profondo") è una tecnica che consiste nell’inserire un collegamento ipertestuale (link) che punta direttamente a una pagina interna di un sito web, piuttosto che alla pagina principale. Questo tipo di collegamento permette agli utenti di accedere direttamente a contenuti specifici, bypassando le pagine intermedie: un esempio classico è un link che indirizza a una pagina specifica di Wikipedia, anziché alla home page del sito.

### Collegamenti permanenti
A volte, specie in siti aggiornati di frequente (tipicamente i blog), viene reso disponibile un collegamento permanente, abbreviato in permalink; questo è un collegamento garantito per durare nel tempo, e che porterà all'articolo desiderato anche quando questo sarà considerato "vecchio" e quindi non più facilmente raggiungibile perché sostituito in visibilità da altri articoli più recenti.

### Framing
Il framing è una tecnica che permette di visualizzare in un sito web, all'interno di una "cornice", il contenuto di un altro sito, come se fosse parte integrante dello stesso.

### Prefetchingeprerendering
Il prefetching è una tecnica utilizzata nella programmazione per migliorare le prestazioni di un sito web, caricando in anticipo le risorse che potrebbero essere necessarie in futuro. Questo processo avviene in background, riducendo i tempi di attesa per l’utente quando effettivamente richiede quelle risorse: ad es. alcune librerie JavaScript eseguono il prefetching dei link per caricare più velocemente i contenuti che l'utente potrebbe aprire dalla finestra corrente.
Il prerendering è una tecnica avanzata che va oltre il prefetching. Consiste nel caricare e rendere una pagina web in background, in modo che sia pronta per essere visualizzata immediatamente quando l’utente clicca sul link.

## Linkinge Diritto d'Autore
Il tema del linking e del diritto d'autore è complesso e ha suscitato numerosi dibattiti legali. Il linking può facilitare la diffusione delle informazioni, ma deve essere utilizzato con attenzione per rispettare i diritti d’autore. È importante essere consapevoli delle leggi e delle normative vigenti per evitare violazioni.
La Corte di Giustizia dell’Unione Europea ha stabilito che inserire un collegamento ipertestuale verso un’opera protetta dal diritto d’autore, senza l’autorizzazione del titolare dei diritti, può costituire una "comunicazione al pubblico". La Corte ha anche sottolineato l’importanza di valutare caso per caso, considerando vari criteri.
Una sentenza del Tribunale di Roma (sez. XVII civile, 15 febbraio 2019, n. 3512) ha confermato che il linking non autorizzato verso opere protette costituisce una violazione del diritto d’autore.

## Altri tipi di collegamenti ipertestuali
Esistono altri tipi di ipertesto che non sono legati al web:
- le enciclopedie multimediali su CD-ROM o DVD-ROM contengono testi, immagini, video e collegamenti ipertestuali tra le varie voci: un esempio famoso è stato Encarta di Microsoft;
- molti software e dispositivi elettronici includono guide e manuali d’uso interattivi che utilizzano ipertesti per navigare tra le diverse sezioni e argomenti;
- i libri elettronici (e-book) contengono collegamenti ipertestuali che permettono di saltare tra capitoli, note a piè di pagina, riferimenti e altre sezioni del libro;
- programmi come Microsoft PowerPoint permettono di creare presentazioni multimediali con collegamenti ipertestuali che possono portare a diapositive specifiche all’interno della presentazione stessa o a risorse esterne;
- i codici QR sono un esempio di ipertesto "fisico": Quando scansionati con uno smartphone, possono portare a informazioni aggiuntive, pagine web, video, ecc.